# Sciophila corlutea
Sciophila corlutea is een muggensoort uit de familie van de paddenstoelmuggen (Mycetophilidae). De wetenschappelijke naam van de soort is voor het eerst geldig gepubliceerd in 2001 door Chandler in Chandler & Blasco-Zumeta.